# Alessandro De Marchi
Alessandro De Marchi (San Daniele del Friuli, Udine, Friül - Venècia Júlia, 19 de maig de 1986) és un ciclista italià, professional des del 2010. Combina el ciclisme en pista, modalitat en la qual ha aconseguit diversos campionats nacionals, amb la carretera. Actualment corre a l'equip Team Jayco AlUla.
En carretera destaquen tres victòries d'etapa a la Volta a Espanya i el Premi de la Combativitat del Tour de França de 2014.

## Palmarès en ruta
- 2007
  - 1r al Trofeu Marlene-Bracciale Cronoman
  - Vencedor d'una etapa al Giro Ciclistico Pesche Nettarine de Romagna
- 2008
  - 1r al Gran Premi Folignano
  - 1r al Trofeu Ciutat de Conegliano
- 2009
  - 1r al Gran Premi Ciutat de Verona
  - 1r al Giro a la Província de Biella
- 2013
  - Vencedor d'una etapa al Critèrium del Dauphiné
- 2014
  - Vencedor d'una etapa a la Volta a Espanya
  -  Vencedor del Premi de la Combativitat al Tour de França
- 2015
  - Vencedor d'una etapa a la Volta a Espanya
- 2018
  - 1r al Giro de l'Emília
  - Vencedor d'una etapa a la Volta a Espanya
- 2021
  - 1r a la Tre Valli Varesine
- 2024
  - Vencedor d'una etapa al Tour dels Alps

### Resultats al Giro d'Itàlia
- 2011. 109è de la classificació general
- 2012. 98è de la classificació general
- 2016. 93è de la classificació general
- 2018. 65è de la classificació general
- 2021. Abandona (12a etapa)
- 2022. 92è de la classificació general
- 2023. 38è de la classificació general

### Resultats al Tour de França
- 2013. 71è de la classificació general
- 2014. 52è de la classificació general.  Premi de la Combativitat
- 2017. 99è de la classificació general
- 2019. Abandona (9a etapa)
- 2020. 100è de la classificació general

### Resultats a la Volta a Espanya
- 2014. 67è de la classificació general. Vencedor d'una etapa
- 2015. 78è de la classificació general. Vencedor d'una etapa
- 2017. 70è de la classificació general
- 2018. 76è de la classificació general. Vencedor d'una etapa
- 2022. 103è de la classificació general

## Palmarès en pista
- 2007
  -  Campió d'Itàlia de persecució per equips, amb Claudio Cucinotta, Giairo Ermeti i Matteo Montaguti
- 2010
  -  Campió d'Itàlia de persecució individual
  -  Campió d'Itàlia de persecució per equips, amb Alex Buttazzoni, Angelo Ciccone i Marco Coledan
- 2011
  -  Campió d'Itàlia de persecució per equips, amb Omar Bertazzo, Giairo Ermeti i Filippo Fortin
- 2012
  -  Campió d'Itàlia de persecució per equips, amb Alex Buttazzoni, Angelo Ciccone i Elia Viviani